# バンパイアドール・ギルナザン
『バンパイアドール・ギルナザン』は、雁えりかによる日本の漫画作品。2002年より『コミックZERO-SUM』（一迅社）で連載され、2008年より『コミックZERO-SUM増刊WARD』（一迅社）に移籍した。単行本は全6巻。

## ストーリー
100年前の世界から現代の世に復活した「吸血貴公子」ギルナザン。しかしその魂はあろうことか、可憐な美少女蝋人形に宿らされていた。
彼を甦らせたのは、かつてギルナザンを封じたエクソシスト・夜帳響詠斉の直系の子孫である夜帳響司であった。
「お手伝いとして働かせる」という理由で美少女の姿に復活させられたギルナザンは、夜帳家のメイドとして働きながら数々の事件や人間、魔物たちに遭遇していく…。

## 登場キャラクター

### 闇の世界の者
悪魔や魔物など。ギャグ要員とされることが多く、悪事を働く者も少ない。
ギルナザン
本作の主人公。身長：172cm。髪の色：Silver。目の色：Pigeon blood ruby。
かつて、欧州で「吸血貴公子」の名を馳せた吸血鬼。響詠斉によって、十字架に魂を封じられてしまう。
夜帳響司によって家政婦代わりに甦らせられるが、彼の妹である唱（後述）に似せた蝋人形の中に魂を入れられたため、日常は仮の姿「ギルナ」として行動している。唱の血を吸えば元の体に戻れるが、響司の許可がなければそれがたとえ緊急時であろうともペナルティが加算される。甦るための媒介として使用された人形が唱をモデルにして作られたため、二人の間には不思議な共鳴関係が生まれ、唱の血をほんの少し（1cc）吸うだけでも以前の力を取り戻すことが出来る。但し10分間だけ。
かつて人々から恐れられていた吸血鬼という割には、真面目で律儀な性格。面倒見もよく苦労症。神父モンゴメリーが「何故悪魔に生まれさせたのか」と神に問いかけるくらいにとても優しい。ツッコミ気質でもある。
魔法を使うことが出来るが、彼の使う「闇の雷」は火炎系の魔法に属するため、火の魔法は使えても冷凍系の魔法は使えない（ギルナザンはこれをオーブンの魔法は使えても冷凍庫の魔法は使えないと表現している）。しかし威力は絶大。銀髪赤目だが怒ると目が銀色になる。ビンセントは過去に彼を幾度もこの状態にさせてしまい、生死の境を彷徨ったことがあったとか。
初期設定では夜帳兄弟に似ていたらしいが、友人のアドバイスによって現在のデザインに変更された。
ギルナ
ギルナザンの仮の姿であり、美少女の姿。身長：153cm。髪の色：Honey gold。目の色：Corn flower sapphire。
くるくるの金髪をツインテールにし、コウモリの髪飾りとゴスロリ風の黒いドレスが特徴。この姿の時は魔力を極端に制限されているため、思い通りには魔法を使えない。使えたとしてもケーキ、花、ぬいぐるみ等を出せるぐらいのもの。これは響司の趣味によるものである（魔法少女はお菓子や花を出すものだという彼独自のこだわり）。この姿の時には響司の仕事の手伝いもさせられたり、ことあるごとにゴスロリやメイド服、セーラーや修道服などマニアックなコスチュームを着させられ、最初のうちこそ抵抗していたが、美少女の姿に慣れてきたせいか今では特に文句もなく着こなしている。
美少女の外見だが中身はギルナザンと変わらないので、一人称や口調はそのままである。
ビンセント
ギルナザンの下僕。身長：189cm。髪の色：Black。目の色：Gold。
コウモリの化身。響詠斉に封じられんとしていたギルナザンを庇い、十字架に封印される。響司と敵対する双子の兄・響壱の手によって現代の世に甦り、「夜帳響司から黒十字架（ギルナザンが封印されていたもの）を奪い返せばギルナザンを探してやる」という約束のもと刺客として登場するも、ギルナザンの居所を知ったため、あっさり寝返る。
非常に人が良く、魔物とは思えないほど温厚で柔らかい性質の持ち主。唱と同じぐらい天然なところがある。
魔法は使えないため、超音波を武器とする。常にサングラスをかけているが、これは日の光が苦手な事と響壱に「顔が怖い」と言われたため。邪気がなく、ギルナザンをして「自分の部下としてどうなんだろう」と思わしめた。同じく邪気ゼロの唱と二人で「癒し壁（カタルシス・ウォール）」を展開し、邪気を吸う魔物であるデューンを追い詰めた。
ビンセントという名前はその昔ギルナザンが世話になった少女の本名から名づけられたもの。
デューン
人間から邪気を吸い取る魔物。身長：160～182cm（邪気を吸う事で大きくなるので変動する）。髪の色：Ivy green。目の色：Ocher。
名前の意味は「砂の丘」であり、砂塵の民。彼にとって邪気はエネルギーの源であり、邪気を吸い取られた人間は毒気を抜かれてしまう。三ツ蜂学園内に棲息して邪気を集めていた所をギルナ達によって捕らえられ、志づ香の好意で学園に引き取られた。そのことには密かに恩義を感じているらしく、学園の一生徒として暮らしながら屋上に住み着いて自ら学園の警備に当たっている。邪気を吸うことによって本来の姿となるが、吸った邪気を使い果たすと中学生程度の外見になってしまう。
古風なギルナザンとは対照的に現代風の性格をしており、カタカナを交えた喋り方が特徴。「吸血貴公子サン」や「チビスケ」、「聖少女」など人をその特性で呼ぶ癖があるが、親友である死神・ファーレンハイトのみ本名のまま呼ぶ。名前が判明しなかった頃、邪気を吸うことから「邪気吸う太郎」などで呼ばれていた（本人はものすごく嫌がっていた）。
ダンテ
毬矢が作った蝋人形。小さな少年の姿をしている。身長は142cm。髪の色：Black。目の色：Ice bule。
その実体は「貫く刃（スタッバー）」という種族名の魔物。数百年前に小国の森の中で人形作りに明け暮れていた若い芸術家マリヤ・ユウゴオと出会い、親交を深めた。しかし国の紛争でマリヤが命を落としかけた際、自らの血でマリヤを救う代わりに死に瀕したが、夜帳響詠斉によって十字架に魂を封じ込まれた。その後十字架は毬矢に託され、現在のダンテの姿となるが、今も両腕はカラクリ仕掛けで全てが刃に変わる（刃物以外にもなる）。今は10個のリングで封印されているが、魔物としての本来の姿は全身刃だらけの姿らしく、封印が解けて毬矢を傷付けはしないかと心配している。
真摯で朴訥な性格をしており、毬矢を「神に選ばれた芸術家」と口を極めて賞賛してはばからない。身長が低いことを気にしているが、彼は毬矢が作った作品の中でも大きい方。人形の身でありながら身長を伸ばそうと努力している。左頬にはダンテが迷子になったときのためという名目で毬矢のサインが入っているが、ダンテ自身が毬矢の傍を離れようとしないのであまり意味をなしていない。
ファーレンハイト
ギルナザンを狙って三ツ蜂学園に現れた死神。身長：192cm。髪の色：Black。目の色：Ocher。
デューンの親友であり、友情の域を超えて彼を大事に思っている節がある。元はデューンと同じく砂漠に住む魔物だったが、死神の仕事に就くために袂を分かった。その後、幼い萌えぎ（後述）の魂を死神として迎えようとするも、デューンに逢いたい気持ちが萌えぎの「生きたい」という願いと共鳴し、取引を行うことによって彼女の魂を自分の体へと移し変え、禁を侵して現世へと還る。そのため罪に問われ、デューンと再会するためにはギルナザンを狩らなければならないという咎を負い、悪魔へと身を落としていた。
その後、響司の作戦によりギルナザンに死神の角と鎌を砕かれ、デューンとの再会を果たす。
身長が高いことと口下手なせいか怖い印象を受けるが、性格は穏やかで優しく茫洋としている。普段は周りの人間の目に幻術を施し、「萌えぎ」として生活しているため、少女趣味で編み物やお菓子作りが得意。ちなみに唱のみはその炯眼ゆえにファーレンハイトの姿が見えていた。
バットアクセス
翼斧に封印されていた白いコウモリの姿をした魔物。ファーレンハイト戦の際に翼斧が砕けたために封印が解かれ、ギルナたちの前に姿を現す。本名は「鋭牙（ブレイドエッジ）」。
封印されていた間、励ましてくれた響壱をマスターと呼び慕っており、封印が解けた後は真っ先に彼を捜し、そのまま新しい夜帳家に居つく。同じコウモリであるビンセントのことは当初ライバル視していたが、その後の仲は良いほうである（ただしビンセントが無自覚に振りまくかっこよさは苦手らしい）。
突然変異のために体の色が白く、そのことから仲間のコウモリからいじめられていたが、「特別な仕事ができる」というある老人の言葉を信じた結果、現在まで斧に封じられてしまう。そのため壊れたはずの斧を修理した毬矢に一度暴言を吐いてしまうも、ダンテと響壱からの助言により、斧に残っていた呪いを完全に消し去った。
性格は軽快で、響壱を一途に慕う。刃物の扱いを得意とし、夜帳家の刃物は全て彼が研いでいるらしい。

### 人間
マリヤ＝ユウゴオ（毬矢　夕護）
響司の師匠である天才蝋人形師。ダンテの創造者であり、かつての親友。身長：171cm。髪の色：Wheat gold。目の色：Forest green。
年齢を重ねていない身体をしているため見た目は17歳ほどにしか見えない位に若いが、中身はかなりの年寄り。大分前に帰化しているため日本人である。W国という内戦で滅んでしまった国の出身。広島弁で喋る。
数百年前、命を落としかけたところを親友であったダンテに救われるが、自らはその記憶をなくしている（と、本人は思い込んでいる）。親友を失った打撃により打ちのめされるも、彼の希有な芸術的才能を見込んだ夜帳響詠斉によってダンテの魂を封印した十字架を託され、共に日本へと渡る。ダンテの人形を作った経緯としては、当初は亡くした親友にそっくりの人形を作ろうとしたものの、心的外傷により大人の人形を作ることが出来なくなっていたため、ダンテは子供の外見となった。
辛い過去を感じさせない、朗らかで陽気な性格。人形師としての腕前をさることながら、人形のメンテナンス技術も一流。また響司の師匠でもあることから、ギルナとは祖父と孫のような関係である。
ビヨンセ
ギルナザンがビンセントと出会う遥か昔に欧州の小さな村で出会った少女。住み込みで教会の手伝いをしており、ちょっとドジな心優しい聖少女。相手が魔物であろうと構わず笑顔で接する。森で弱っていたギルナザンを助け、教会に連れて帰って甲斐甲斐しく世話を焼き、頑なであった彼の心をも溶かしてしまう。その気質ゆえ、村の誰もから愛されている。しかし元気な姿とは裏腹に先天性の深刻な血液の病を患っており、両親も同じ病で既に他界していた。ギルナザンが着用している赤いマントは彼女の手製。
ファーザー・モンゴメリー
ビヨンセが暮らす教会の神父。医師の資格も持っている。ビヨンセが連れ込んだギルナザンを魔物扱いせずに快く受け入れ、昔の自分の服を譲るなど暖かく接した人格者。
ヴォルフガング
村の青年。神を信じず、無口でぶっきらぼうな性格と強面の外見のため村人達からはよく思われていないが、不器用なれど心優しい若者。ビヨンセの身体を常に心配し、見守っていた。後にモンゴメリーの後継となり、聖ヴォルフガングと呼ばれ人々のために生涯を捧げた。尚、あまり喋らないのは見た目にそぐわぬ方言を隠すためだった。

#### エクソシスト
夜帳響詠斉（よとばり きょうえいさい）
ギルナザンやビンセントを封じた100年前のエクソシスト。響壱と響司と唱の祖先。夕護を日本に連れてきた人物でもある。
ギルナザンからは宿敵と思われていたが、実はその記憶は彼がギルナザンとビンセントを十字架に封印する際にいじったためのものだった。ギルナザン達が身を隠す場所の近くに村があり、その村人から災いの元凶だと思われていたギルナザン達を退治してほしいと召喚されたのが響詠斉だった。しかし響詠斉は人々のためにエクソシストをしているが、それと同時に魔なる者のことも案じており、いつか人間と魔物が手を取り合って暮らせる時代が来ることを願っていた。
ギルナザン達を消滅させずに十字架に封印したのもその願いゆえの行動であり、ギルナザンはその願いが叶えられる日が来るまで、十字架に封印されることを自ら選んだ。記憶をいじったのは、蘇りたいという気持ちを持ち続けるためにしたことだった。しかし数々の嫌がらせは響司本人によるもの。
夜帳響司（よとばり きょうじ）
響壱の双子の弟にして、唱の兄。凄腕エクソシストで先祖・夜帳響詠斉の再来とも呼ばれた。身長：184cm。髪の色：Black　目の色：Silver gray。
性格はいたって破綻しており、作中登場するエクソシストの中で唯一悪者向きな人。ギルナ達をからかって遊ぶ事を心から楽しんでいる。頭脳派の策士で、物事を常に先の先まで読み込んでいる。見た目は美形だが魔法少女大好きだったりとちょっと危ない人。多趣味でアバウト、極端に面倒くさがりだがイベント事となると積極性を発揮する。少女や幼女に対する執着に反し、男への扱いは大変どうでもよく、ギルナザンに男用の衣装を用意してほしいと頼まれた時はタンクトップとトランクスだけしか与えなかった手抜きぶり。逆に女子の衣装には力を入れまくり、洋裁の技術もかなりのもので、ギルナや唱が着用している服は全て彼の手によるものである。蝋人形の技術は師匠の毬矢から習ったもの。響壱とはバカにしたりからかったりするなどの描写が目立つが仲が悪いというわけではなく、幼い頃にかわした約束のため、それが果されるまでは海へは行かないなど、今でも兄弟仲は良い方である。
夜帳響壱（よとばり きょういち）
響司と唱の兄。響司曰く性格破綻者だったために夜帳家から勘当された。身長：184cm。髪の色：Black。目の色：Ash gray。
自らを「ナイトベール」と名乗り、自分を勘当した夜帳家への恨みから世界に混乱を巻き起こそうとしていた元・悪の魔導師。超が付くほどのバカと響司に見下されているが、魔導師としての力量は超一流で、その性格も響司に比べればまともであり、律義者で意外に優しく面倒見もよく、悪者には向いていない。運も悪く、勘当された際に持って出た術具全てに呪いがかかっていた。
ちなみに性格破綻者ということで勘当されたと説明されたが、実際は魔物「研ぎ爪（シャーペン・クロー）」が結界が張られている夜帳本家を襲撃、その魔物は響壱が召喚したものではないかという疑惑が生じたためである。実際は魔物自体が無神論者というしょうもない理由によって結界を通り抜けられたせいというオチであった。

#### 私立三ツ蜂学園関係者
唱の通う中等部のある学園。志づ香の父親が理事長。デューンによって学校が学園ヘヴン化しそうになった際にはギルナが生徒として、ビンセントが教師としてそれぞれ潜入した。見た目は普通の学園であるが、内部は蜂の巣状になっているため慣れていないとなかなか教室に辿り着けないという。女子の制服が男子の倍凝っているのは響司がデザインしたため。進学校の割にのんびりとした校風で、イベントがやけに多い。
夜帳唱（よとばり となえ）
響司と響壱の妹。身長：153cm。髪の色：Cocoa brown。目の色：Chocolate brown。
ギルナと瓜二つの顔立ちと外見をしているが、それもそのはずで、ギルナのモデルは彼女そのもの。元々は病弱だったが、響司が精魂を込めて作った蝋人形（ギルナの身体となるもの）と共鳴する事によって段々と元気になっていったという。響司の妹ながら邪気がまるきりなく、愛されて育ったゆえに純粋で無垢な気質を持ち、誰彼となく分け隔てなしに優しく接する常に笑顔の可憐な美少女。エクソシストの血を引いているためか、魔物を見分けられる炯眼の持ち主。花を育てるのが好きで料理上手、クラスでも男女問わず結構な人気者である。好物はアイスクリーム。
三ツ蜂志づ香（みつはち しづか）
唱のクラスメイト。身長：156cm。髪の色：Pale Sepia。目の色：Ivory。
理事長を父に持ち、兄も同学園の教師をしている。周囲からは「委員長」と呼ばれ頼られているが、少しも偉ぶったところのない明るく可憐な少女。頭脳明晰で、ギルナザンのピンチを救ったこともある。本人曰く寒がりなため制服に羽織ったカーディガンがトレードマーク（夏はベストを着用）。困った人を見ると放っておけない性格のため、一度は三ツ蜂学園を危機に陥れようとしたデューンをも庇って学園に引き取った。しっかり者だが意外にぶきっちょで裁縫や料理が苦手なのを気にしている。働き者のせいかあちこちに引っ張りだこなので足も速い方である。デューンに淡い好意を持っている模様。
斑目萌えぎ（まだらめ もえぎ）
唱のクラスに転入してきた病弱な美少女。身長：159cm。髪の色：Green。目の色：Green。
10年前、本来ならば病死するはずだった際、魂を迎えに来た死神ファーレンハイトに「生きたい」と願って取引を行い、彼の体に魂を移し、現世へと帰ってきた。本人にその記憶はなく、普通の女の子として意志を持って生きているが、外見はファーレンハイトが人々の目に幻術をかけて見せかけている幻であり、本体は鎌を持った長身の死神。二つの意識は混在しており、二重人格のようにも見える。
デューンに再会したい一心のファーレンハイトと共に三ツ蜂学園に転入してきたが、咎を負ったファーレンハイトはデューンに接触しようとする度呼吸困難に陥り、萌えぎは病弱であるという周囲の印象が強まった。ギルナザンを狩る使命を課せられたファーレンハイトは学園で彼を探していたが、響司の作戦により死神の角と鎌とを砕かれ、無事にデューンと再会。現在も元気に女子中学生をしている。
ちなみに病弱という印象だが、彼女自身はまったくの健康な体である。ファーレンハイトはもとより、萌えぎ自身もデューンのことが気になっているらしく、志づ香とは恋のライバルのような関係である（萌えぎ自身はそのことは知らず、ファーレンハイトが表に出ているときに志づ香に宣戦布告したもの）。
三ツ蜂環（みつはち たまき）
志づ香の兄で、学園の歴史教師をしている。しっかり者の妹に比べてのんびりとした性格。愛称は「たまきちゃん」。
好人物だが、外見に似合わぬとんでもない大食漢で、食べ物のこととなると結構手段を選ばない。体育祭のパン喰い競争を中止させたことがある。その大食いゆえか実家から「お前は遺産を食いつぶす」というある意味間違っていない理由で勘当されたらしい。
相原と松澤（あいはらとまつざわ）
唱、志づ香、萌えぎ達と同じクラスの男子生徒。仲が悪く、いつでもどこでもケンカをしているが、デューンに邪気を吸われると正反対の性質になるため深く愛し合ってしまうらしく、BL世界を展開しまくる。どちらにせよもはや日常茶飯事となっているため、クラスの誰も気にしていない。ハロウィン企画の際にはどこかでケンカしているか仲良くしているかでギルナに目印にされた。
ローレンス先生
英語の担当をしている男性教師。食べ物のことになると手段を選ばない環先生にいつも生活指導という名のツッコミを入れている。実家は執事がいるということから裕福らしく、文化祭でメイド・執事喫茶をやった唱達のクラスに足を運んだ際にはビンセントが手伝っていたためか、自然と実家にいる気分になったという。

#### その他
くろちゃん
過去に夜帳本家を襲った魔物で、響壱が本家を出ることとなった原因。くろちゃんというのは唱がつけた名前で、「研ぎ爪（シャーペン・クロー）」が正しい名前。現在は夜帳兄弟に退治されて小さくなり、唱が傷の手当てをし、響司宅の番犬となっている。侵入者と見て響壱を襲った際に大きくなっていたので、どうやら体の大きさを自由に変えられると思われる。
無神論者だったので結界の張ってあった夜帳家にやすやすと侵入できたらしい。
人魚（にんぎょ）
海に出かけた際、唱とビンセントが出会った人魚。貝に足を挟まれてしまい、身動きが取れなくなっていたところを助けてもらった。言葉は喋れないが、唱は意思疎通が可能だった。その後海に帰るがダイビングに来ていた外国人の御曹司と出会って見初められ、言葉を話せなくても外国なので問題もないし、御曹司は細かいことは気にしない人間だったので、現在はフロリダの海で一緒に暮らしていると絵葉書が送られてきた。ギルナは「現代の人魚姫は簡単に幸せになるんだな」とぼやいた。

## 用語
十字骸鎧（クロスカイメイル）
呪われた鎧。元は夜帳家に解呪の依頼で持ち込まれた品。呪われたままの品を響壱が持って出、響司宅襲撃の際に着用したが、呪われたままだったので脱げなくなった。ギルナザンによってめでたく破壊される。
翼斧（バットアクセス）
コウモリのような刃先をした、呪われた斧。十字骸鎧と共に解呪の依頼で持ち込まれた品で、これもまた呪われたまま響壱が持って出、十字骸鎧と一緒に装備していたがギルナザンに奪われる。
死神との対決の際、呪いを暴走させて壊れ、封じられていた白いコウモリの精霊が解放され、そのまま新しい夜帳家に居つく。
変身用パフューム
唱の血の代用品として作られた香水。ただしすぐに効き目があるわけではないため、いつ変身するかわからないのが欠点。

## 単行本
- 雁えりか『バンパイアドール・ギルナザン』一迅社〈ZERO-SUMコミックス〉、全6巻
  1. 2004年8月15日初版発行、ISBN 978-4758050852
  2. 2005年5月15日初版発行、ISBN 978-4758051439
  3. 2006年3月15日初版発行、ISBN 978-4758052115
  4. 2007年1月15日初版発行、ISBN 978-4758052665
  5. 2007年8月15日初版発行、ISBN 978-4758053037
  6. 2008年12月5日初版発行、ISBN 978-4758053778